# Кантане, Анна
Анна Кантане (пол. Anna Kantane; род. 7 апреля 1995, Вроцлав, урождённая Анна Иванова (пол. Anna Iwanow)) — польская шахматистка, международный мастер среди женщин (2012).

## Биография
Анна Кантане рано добилась значительных успехов в шахматных турнирах. В 2005 году она выиграла бронзовую медаль на чемпионате мира по шахматам среди девушек в возрастной группе до 10 лет, а в 2007 году была второй на чемпионате Польши по шахматам среди девушек и чемпионате Европы по шахматам среди девушек в возрастной группе до 12 лет. В 2008 году она выиграла чемпионат Польши по шахматам среди девушек в возрастной группе до 14 лет, а в 2011 году стала лучшей на этом турнире в возрастной группе до 16 лет. В 2011 году в составе вроцлавского клуба «KSz Polonia Wrocław» А. Иванова выиграла командный чемпионат Польши по шахматам среди женщин. В 2012 году она стала бронзовым призером чемпионата Польши по шахматам среди девушек в возрастной группе до 18 лет. В 2013 году она заняла второе место на международном турнире по шахматам среди мастеров в Марианске-Лазне.
Представляла сборную Польши в крупных командных шахматных турнирах:
- в командном чемпионате Европы по шахматам участвовала в 2013 году (за вторую сборную Польши)[3];
- в юношеском командном чемпионате Европы по шахматам в возрастной группе до 18 лет в 2013 году, завоевала серебряную медаль в командном зачете и золотую медаль в индивидуальном зачете[4].

За успехи в турнирах ФИДЕ в 2012 году присвоила ей звания международного мастера среди женщин (WIM).

## Личная жизнь
В 2015 году она вышла замуж за латвийского гроссмейстера по шахматам Тома Кантана.

## Изменения рейтинга
| Графики недоступны из-за технических проблем. См. информацию на Фабрикаторе и на mediawiki.org. |